# Eleanor Kirk
Eleanor Maria Easterbrook Ames (7 de octubre de 1831-1908) más conocida por su seudónimo, Eleanor Kirk, fue una autora estadounidense de Rhode Island. Escribió varios libros y publicó una revista titulada Eleanor Kirk's Idea. También fue colaboradora habitual de The Revolution y Packard's Monthly. Kirk murió en 1908.

## Biografía
Eleanor ("Nellie") Maria Easterbrook nació en Warren, Rhode Island, el 7 de octubre de 1831. Más tarde, se trasladó a Brooklyn, Nueva York . Escribió varios libros bajo el seudónimo "Eleanor Kirk" destinados a asesorar a los jóvenes escritores, y publicó una revista titulada Idea de Eleanor Kirk, con el mismo propósito. Sus trabajos incluyeron "Up Broadway, and its Sequel" (Nueva York, 1870), "Publicaciones periódicas que pagan a los contribuyentes" (Brooklyn; impreso en privado), "Información para autores" (Brooklyn, 1888); y como editora, "Henry Ward Beecher como humorista" (Nueva York, 1887), "El libro de los días de Beecher" (Nueva York, 1886),  y "Perpetual Youth". También colaboró de forma habitual con The Revolution y Packard's Monthly, y fue miembro del Woman's Press Club de Nueva York. Antes de cumplir los 40 años, había enviudado dos veces y tenía cinco hijos que necesitaban su apoyo. En 1870, el New York Herald declaró que ella era "la más destacada de las mujeres de los derechos de la mujer". Kirk murió en 1908.

## La idea de Eleanor Kirk

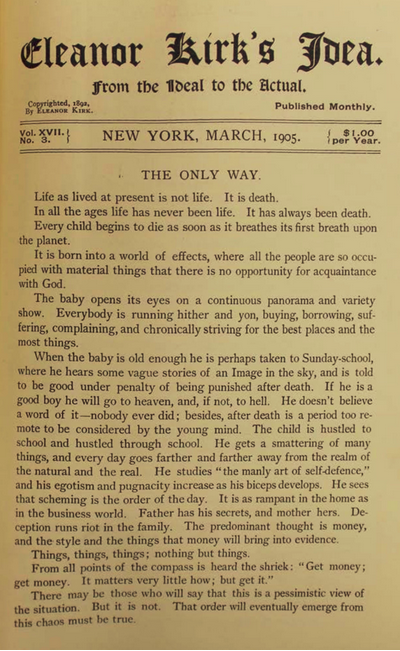
La idea de Eleanor Kirk (1905)

La promoción de La idea de Eleanor Kirk: de lo ideal a lo real  declaró que "... la editora de esta revista ha resuelto algunos problemas desconcertantes. Debido a esto, desea mostrar a otros los procesos por los que hizo sus deducciones. En otras palabras, cómo ser feliz en vez de miserable, rico en vez de pobre, bueno y fuerte en vez de enfermo y débil, guapo en vez de demacrado y feo". El precio de suscripción era de 1$ anual, y las copias individuales estaban disponibles a  0,10$ cada una. La dirección de publicación fue 696 Green Avenue, Brooklyn, Nueva York.

## Trabajos seleccionados

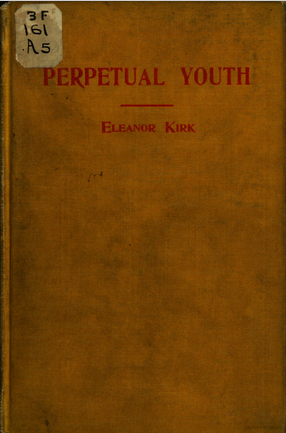
Juventud Perpetua

- n.d., Libra: un romance astrológico
- 1890, Publicaciones periódicas que pagan a los contribuyentes, a lo que se agrega una lista de editoriales
- 1894, La influencia del zodiaco en la vida humana
- 1895, la juventud perpetua
- 1897, donde estás   : habla con chicas
- 1901, El Cristo del planeta rojo
- 1887, Beecher como humorista   : selecciones de los trabajos publicados de Henry Ward Beecher